# لاوراز
لاوراز (به پرتغالی: Lavras) یک منطقهٔ مسکونی در برزیل است که در میناز ژرایس واقع شده‌است. لاوراز ۵۶۴٫۴۹۵ کیلومتر مربع مساحت و ۱۰۴٬۷۸۳ نفر جمعیت دارد و ۹۱۹ متر بالاتر از سطح دریا واقع شده‌است.